# Aprostocetus veronicae
Aprostocetus veronicae är en stekelart som beskrevs av Graham 1987. Aprostocetus veronicae ingår i släktet Aprostocetus och familjen finglanssteklar. Arten är reproducerande i Sverige. Inga underarter finns listade i Catalogue of Life.